# Moabitfängelset
Moabitfängelset, Justizvollzugsanstalt Moabit, är ett klassiskt fängelse i stadsdelen Moabit i Berlin
Moabit är känt som fängelse och som häkte inför rättegångar som äger rum i Kriminalgericht Moabit. Det är ett komplex med 12 innergårdar och 17 trapphus och idag arbetar 1500 personer här. I häktet sitter 1300 fördelade på 80 olika nationaliteter. Varje dag kommer 1500 besökare, vittnen och andra deltagare. Rättegångsbyggnaden stod klar 1906 och var då en mycket modern byggnad. Bland de mest kända rättsfallen som avhandlats här är Kaptenen i Köpenick (Der Hauptmann von Köpenick, Köpenickiad), terrorattentatet mot diskoteket La Belle och processen med SED:s centralkommitté.
Moabit har i Tyskland kommit att bli en synonym för fängelse, till exempel betyder uttrycket "Er sitzt in Moabit" (Han sitter i Moabit) i överförd bemärkelse att någon sitter i fängelse.